# 2980 Cameron
2980 Cameron eller 1981 EU17 är en asteroid i huvudbältet som upptäcktes den 2 mars 1981 av den amerikanska astronomen Schelte J. Bus vid Siding Spring-observatoriet. Den är uppkallad efter den kanadensiske astronomen Alastair G. W. Cameron.
Asteroiden har en diameter på ungefär 5 kilometer och den tillhör asteroidgruppen Innes.